# Zanja Soró

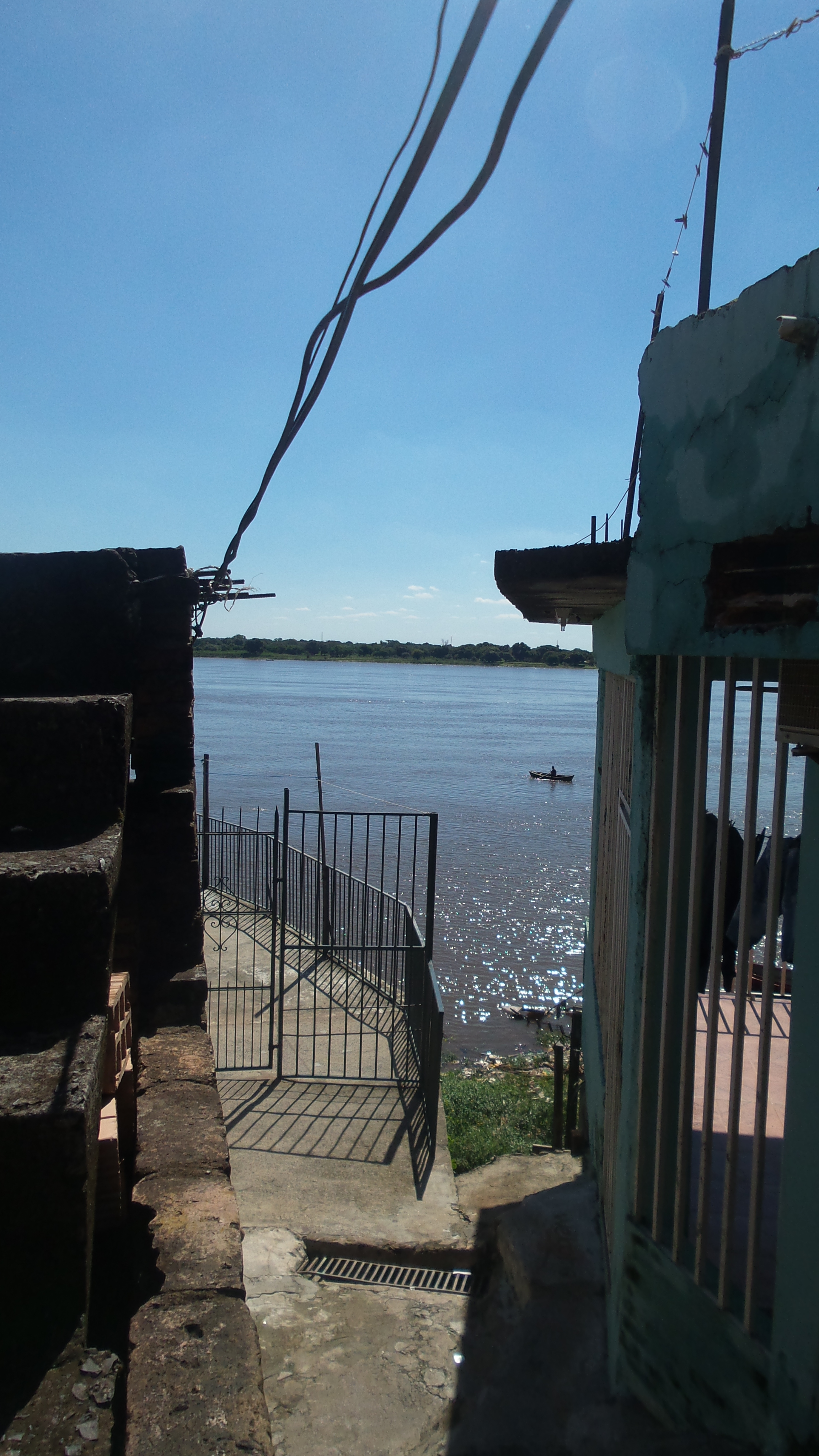
Zanja Soró en 2017

Zanja Soró (Zanja quebrada en jopará) es un acantilado en Asunción (Paraguay) de 50 m de profundidad, ubicado en los límites de los barrios Ita Pyta Punta y San Antonio. 

## Resumen
Según los locales y vecinos, Zanja Soró estaba habitada por pescadores y ermitaños que dependían de la pesca para su subsistencia, en la zona eran abundantes la naturaleza que más tarde debido a la sobrepoblación, terminó siendo degradada y la fauna quedó prácticamente extinguida, sin embargo aun predominan las aves como el Mbiguá que se alimenta principalmente de los peces del río Paraguay.
El escritor Jorge Rubiani escribió en su libro Postales de Asunción y Antaño, argumentando a Zanja Soró:

Zanja Soró es un sitio de los que “no llegaron a barrios”, por lo menos oficialmente no son tales. Sin embargo, son parajes que aglutinan a un conjunto de casas en torno a la peculiaridad del terreno y el uso que le diera la propia comunidad. 

“Hasta hace pocos años allí (Zanja Soró) todavía era posible hacer vida de playa. Las aguas del río llegaban limpias y el tráfico de botes y lanchas causaba una leve contaminación”
Jorge Rubiani